# I/O (ゲーム)
『I/O』（アイオー）は2006年1月26日にGN Softwareより発売されたSFミステリーアドベンチャーゲームである。

## 概要
GNソフトウェアブランドとレジスタの双方にとってのオリジナル作品第1弾。中澤工、田中ロミオ、神月社など各分野の著名なクリエイターを起用して製作された。舞台となるのはコンピュータネットワーク、電脳空間などの文化が今より大幅に発展している未来の日本。続発する怪事件や怪現象に翻弄される若者たちの生き様を描く「群像劇」というテーマを扱ったストーリーである。作中の世界観はメソポタミア神話（バビロニア神話）を下敷きにしている要素が多く、物語にも深く関わっている。本作は声が付いているが立ち絵が無いキャラが多くいるが、主要人物以外の立ち絵が少ないのは予算の都合である。

### シナリオ構成
タイトル画面からNew Gameを選択すると「Login」と言う項目が表示され、決定する事で本編が始まる。
シナリオはABCD4つのルートがあり、根幹となる一つの事件を軸に異なる4人の主人公の視点で物語が展開する。各ルートはゲーム開始後間もなくプレイヤーが任意で選択する事となる。
AからDまでの順番で内容がハード且つ難解になっていき、解説書や公式サイトでは理解を深める為にもABCDの順番でプレイする事が推奨されている。一方で、逆の順番でプレイする事でコアな展開、高難易度の謎解きが味わえるとも述べられている。
- Aルート / 葵日向が中心の物語。本作の導入部的シナリオであり、世界設定の説明も主にここで行われる。
- Bルート / イシュタルと〈クリミナル〉のメンバーが中心となる。
- Cルート / もう一人のイシュタルが中心となる。時間の流れが曖昧になっており、エピソードは断片的にしか描かれない。
- Dルート / Heが中心の物語。Cルートと同様、時間の流れが曖昧で断片的にストーリーが展開する。

条件を満たすことにより、タイトル画面のNew Gameに「wow」と言う項目が追加され、それを選択する事でEルートを開始する事が出来る。
- Eルート / 各ルートを総括する最終シナリオ。複数の人物の視点で語られる。シナリオの修復が完全な状態でなければクリアできない。

#### デフラグ
本作のシナリオは初期段階では虫食い状態となっており、全てをプレイする事は出来ない。途中の展開が一部抜け落ちている他、最後まで描かれずに完結する（ただし、この状態でも一つのストーリーとしては成立している）。これをデータの断片化に擬えてデフラグと呼び、「デフラグマップ」と言う視覚化されたオブジェクトとして表示される。
各シナリオをクリアする事によりこの断片化した部分が修復され、次回以降のプレイから体験可能となる。シナリオの修復の際はクリアしたルートのみならず他のルートでも行われる。これは修復された部分が他のルートにも影響する為である。ただし、バッドエンドに到達すると修復された部分を再び破損させる場合も。

#### ダッシュルート
EルートをクリアするとNew Gameに「LogOut」が追加され、ダッシュルートがプレイ可能となる。A´B´C´D´E´と、各シナリオに対応した5つのルートが用意されている。分岐は無く、ストーリーも本編ほど長くはない。各シナリオの主人公は本編と同じ（A´ルートであればAルートと同じく葵日向、B´ルートであればイシュタルと言う具合）。
- 過去編 / D´C´の二つ。過去を追体験する事で真実の一端が語られる。
- 未来編 / B´A´の二つ。過去編クリア後にプレイ可能。Eルートの後の二つの異なる未来が描かれる。
- 虚実編 / E´ルート。未来編クリア後にEルートに新たな分岐が生じ、プレイ可能に。メタ的な視点からダッシュルートを含めた本作全体を締めるエピローグ的シナリオ。

## ストーリー
東京。西暦2032年4月26日月曜日。その日、およそ3年ぶりに皆既月蝕が観測された。だが影に覆われたはずの月は赤く染まり、それと同時に街中のコンピュータが異常をきたしてしまう。その日以来なぜか学校を休む生徒が増えるなど、主人公葵日向の周りで異変が起こり始める。
月蝕の日、日向に突然メールが届く。送信者のアドレスにはmutukiの文字。それは2年前に失踪した妹、夢月のものかもしれなかった。

## 登場人物
公式サイトでは、全員にタロット（大アルカナ）の番号をふられている。
葵 日向（あおい ひなた）
声 : 萩道彦
タロット「19・太陽」
Aルートの主人公。私立鏡花学園に通う15歳の少年。妹が失踪して以来、心を閉ざしてしまい、無気力な日々を送っていた。学校ではかなりの秀才で、問題を見た瞬間に答えが分かるほど。過去に夢月や朔夜にあることをし、彼女らをウサギ好きにした張本人。夢月とは一卵性双生児である。
原因不明の頭痛や、毎夜訪れる悪夢、夢月を助けてやれなかった罪悪感に苛まれている。しかしmutukiと書かれたアドレスからの謎のメールを受け取った事を境に、徐々に能動的に行動を起こすようになり、朔夜と共に妹の失踪の真実を追い求めるようになる。
彼の名前を漢字で書いてさかさまに読むとヒマワリになる（Bルートにて真佑実が気付く）。
葵 夢月（あおい むつき）
声 : 永田佳代
タロット「18・月」
日向の双子の妹。2年前に失踪し、以来行方不明（日向には死亡したと伝えられていたが全くのウソ）。体が強く（色白の肌、赤い瞳、青白い髪とアルビノを思わせる風貌をしている）、失踪の2年前から次第に引きこもりがちになっていた。ウサギ好き。強者であるからと特別扱いされることを好む。
いつ帰ってきてもいいように彼女の部屋は今でもそのままにしてある。
両親が過保護気味に接していた事もあり、日向は内心では夢月を嫌っていた節も見られる。
川原 朔夜（かわはら さくや）
声 : 田中涼子
タロット「6・恋人」
日向の幼馴染。いつも明るく、世話好きで友達も多い。父親の異常な程の過保護ぶりに嫌気がさしており、「家出する」と悪態をつくことも。彼女もウサギ好き。
人を遠ざけるようになった日向にも、以前と変わらない明るい態度で接し、何かと彼を気にかけている。その髪型から、走るとウサギの耳のように見える。外見こそはごく普通の少女だが、Aルートでの彼女の行動には少々不可解な描写がちらつく（日向は気付かないが）。
イシュタル / 暁 明星（あかつき あかり）
声 : たかはし智秋
タロット「11・正義」
Bルートの主人公。ハッカーチーム〈クリミナル〉のリーダー。左右異なる色の瞳をもつ18歳の少女。
リーダー資質に恵まれ、メンバーから非常に慕われている。大人びて洗練された容姿をしているが、同時に子供の様な無邪気さを残してもいる。
企業から合法的なハッキングやセキュリティ関連の仕事を請け負って生活していたが、ある仕事の際に遭遇した出来事により、サイバーテロ組織〈コード〉との戦いに巻き込まれていく。
「おねえさま」と呼び慕っていた人物から貰ったロザリオを大切にしている。
小説版では生い立ちが詳しく描かれている。発見された時間帯に由来し、暁明星と名付けられた。生まれて間もなく母親に捨てられてしまう。その人物は、篠塚姉妹の母・篠塚忍であり、イシュタルは篠塚姉妹の姉にあたる。
イシュタル(イシター)はバビロニア神話の金星と愛の女神で、戦争の神でもある。これは彼女の二面性、慈愛の心と冷酷さを象徴する。地球上のどこから見ても"欠けた部分が存在する"金星は、『彼女のすべてを知ることは誰にも(彼女自身にも)できない』ことを意味する。
綾瀬 みか（あやせ  みか）
声 : 藤咲かおり
タロット「2・女教皇」
クリミナルのメンバー。ハードウェアの扱いが得意。過去にストーカーに遭うがイシュタルに助けられ、彼女に絶対の信頼を置く（というより心酔している）。歯に衣を着せぬ言動でチームが間違った方向へ進むのを防いでいる貴重な人材。だが、Cルートでは思わせぶりな言動が多く、妙に冷たい態度で接する。
下ネタが大嫌いで、ボケる浩介に辛辣にツッコミを入れたりもする。
ハンドルはマグダレーン。イエスの弟子にして女教皇と謳われた「マグダラマリア」のこと。彼女は『罪深き女』とされてきたが、イエスと出会って改心。聖人になることができたという。緑色のドレスを着ていたとされ、みかの服装とも符合する。
宮田 浩介（みやた こうすけ）
声 : 鳥海浩輔
タロット「7・戦車」
クリミナルのメンバーにして黒一点。父親は警察官であり、Aルートにも登場している（台詞のみ）。実はイシュタルの策略によって半ば強引にメンバーにされた。メンバーのバックアップを担当。古風な価値観を愛する熱血漢。いつも明るくチームを盛り上げてくれるが基本的にアホであり、間の抜けた発言で女性陣にいじられる事もよくある。普段は頼りないが、いざという時には身を挺してメンバーを守る。C、Dルートではやや頼りがいが増しており、常に冷静な行動をとる。真佐実から好かれているが、実は真佑実が好き（真佐実をサミ蔵と呼ぶ一方で、真佑実をユーミンと呼んでいる）。
ハンドルはエクエス。『剣を捧げた相手への、永遠の忠誠心』。ラテン語で「騎士」を意味する言葉であり、姫や貴婦人を守る盾となる存在。しかしアーサー王伝説のランスロットのごとく、忠義が過ぎて姫を寝取ってしまうようなことも。
篠塚 真佐実（しのづか まさみ）
声 : 吉住梢
タロット「8・剛毅」
真佑実の双子の姉。愛称は「サミ」。クリミナルの新参メンバー。非常に勝気、負けず嫌いな性格で、チームでも一番能力が高い。C、Dルートではクリスタルに閉じこめられている。
あまり表には現さないが、いつも妹の事を気にかけており、困っている時は必ず手を差し伸べる。浩介に好意を抱いているが、素直に言えない。真佑実に人格の面で劣等感を持っている（小説版ではより顕著に描かれている）。
ハンドルはエル。Lは『Left』を意味し、本来は(真佑実)と2人で1つの意。しかしElはパレスチナの最高神を意味する言葉でもある。聖書の唯一神も原文ではエル(エホバ)と書かれた部分があり、彼女が優れたハッカーであることを示唆している。
篠塚 真佑実（しのづか まゆみ）
声 : 吉住梢
タロット「10・運命の輪」
真佐実の双子の妹。愛称は「ユミ」。こちらもクリミナルのメンバー。姉とは反対におっとりしていておとなしい。メンバー中で、唯一食べられる料理を作れることから重宝されている。読書を好み、本の話になると饒舌になる。日向の事が気になっている。C、Dルートではある理由により姿を見せない。
純粋ゆえに感情表現が驚くほど素直で、しばしば男性に勘違いを起こさせる。真佐実に対して、能力面で劣等感を持っている。過去の体験から、Heをヒーローと信じて疑っていない。
ハンドルはアル。イスラム教の唯一神『Allah (アッラー)』に通じる。Al-ilah(アル=イラーフ)の短縮形。つまり教典が違うだけでエルとは同一の存在……とみなされる。
イシュタル
声 : たかはし智秋
タロット「14・節制」。
Cルートの主人公となるもう一人のイシュタル。こちらは単独で行動している。顔立ち、体型、声こそ同一だが服装は異なっており、人格面でも若干冷たい印象が見られる・みかのクリミナル加入時期についての記憶が曖昧・Heに対して「あなたになら殺されても構わない」と平気で言い放つ、など似ても似つかない点が多い。その理由もシナリオを読み進めると明らかになる。
「イナンナ」の別名を持ち、ある組織（クリミナルではない）に指示を出せる立場にある。
He（ヒィ）
タロット「無番号（0）・愚者」
Dルートの主人公。ネット上に存在すると言われる電脳神。彼を見た、彼に助けられたという証言もあるが実在するかは不明。
武器にショットガンほかコピー品のコルト・ガバメントとデザートイーグルを持ち、格闘戦もこなすなど極めて高い戦闘能力を持つ。
感情を殆ど表に出さず、障害となる者を排除する事に躊躇が無い。
彼の正体はシナリオを進めていくにつれて明らかになっていく。
天音 弥生（あまね やよい）
声 : 吉田愛理
タロット「3・女帝」
日向の通う高校の校医。艶っぽい化粧、マニキュアにピアスと、およそ校医とは思えない格好をしている。かなりのヘビースモーカー。
頭脳明晰で協調性も高い。砕けた口調と性格で親しみやすく、他人嫌いの日向が心を許せる数少ない１人でもあり日向はよく相談に来る。
イシュタルやHeと知り合いのようである。
旧知の仲である色っぽいエンリルとの間には複雑な過去を持ち、彼女からはアヌと呼ばれている。
エア
声 : 柳瀬なつみ
タロット「21・世界」
仮想世界バビロンの管理人のひとり。優しげな印象だが、常にバビロンの繁栄を考え、それに害をなす者には残酷なほど冷徹になる。
実は本作のシナリオが始まるよりも前の頃にエンリルに殺害されており、現在の彼女はプログラム上の分身「シャドウ・ヌル」である。故に彼女はバビロン内の亡霊のような存在なのである。
エンリル
声 : 相田さやか
タロット「15・悪魔」
鋭い目つきと威圧的な雰囲気をもつ謎の人物。理由は不明だが日向に敵意を抱いている。しかし、その一方で日向を助けることも。中性的な風貌から、Aルートでは男性と間違われていたが、れっきとした女性である（公式サイトでは性別不明にされている）。作中では肉体は女性で精神は男性と語られている。武器は日本刀。
レム
タロット「17・星」
仮想世界バビロンに現れる妖精。小さな体にピンクの長髪といった、通常のユーザーでは使用不可能な姿形をしている。
パタパタと飛び回る愛らしさと滅多に現れないレアさからか、彼女のファンクラブもある。

## スタッフ
- 監督：中澤工
- 企画原案：中澤工、田中ロミオ
- キャラクターデザイン：SOYOSOYO（志緒野博）
- シナリオ：中澤工、健部伸明
- 音楽（BGM）：ONOKEN
- オープニングテーマ「fragment」
  - 作詞・作曲：ONOKEN／歌：三澤秋
- Trueエンディングテーマ「Lead Out」
  - 作詞・作曲：ONOKEN／歌：たかはし智秋
- 挿入歌 : To the Moon
  - 作詞・作曲：志倉千代丸／歌：彩音

## 移植版
2008年8月29日にPC移植版として『I/O revision II』 がアスガルドより発売された（当初の発売予定日は7月25日）。
ストーリーに大きな違いは無く、イベントCGやムービーの追加やテキストの修正が主な変更点となっている。
また、PS2版では予算の都合などにより主要人物以外のキャラクターには立ち絵がほぼ存在しなかったが、これらのサブキャラクター達にも立ち絵が追加されている。

## 関連商品

### 書籍
- I/O 設定解説ファンブック
- I/O　鏡の中の少年 - 本作のシナリオ担当の健部伸明が手掛けたノベライズ版。時系列ではゲーム本編の“過去”に当たる。テロ組織に所属し、インクレディブル・チルドレンと呼ばれ、恐れられている“少年”が中心となる。“少年”の視点で“未来”を見ていく形式であり、登場キャラクターの内面描写が多く、ゲーム本編のネタバレ要素も多い。公式ホームページには続きが掲載されているが、本編を補完する内容となっている。

### CD
- I/O perfect Audiotracks（2006年2月24日） - サウンドトラック。
- I/O drama CD Overbrowse Damsel - ゲーム本編(Bルート)の空白の時間にスポットを当てたドラマCD。サウンドトラックと同時発売された。